# Rafik Saïfi
Rafik Saïfi (Algeri, 7 febbraio 1975) è un ex calciatore algerino, di ruolo centrocampista.

## Palmarès

### Club

#### Competizioni nazionali
- Campionato algerino: 1

MC Alger: 1998-1999

#### Competizioni internazionali
- Coppa Intertoto UEFA: 1

Troyes: 2001